# Carlo Bandirola
Carlo Bandirola (Voghera, Italia, 24 de septiembre de 1915-Voghera, Italia, 21 de septiembre de 1981) fue un piloto de motociclismo italiano que compitió en el Campeonato del Mundo de Motociclismo de 1949 hasta 1957. Piloto instintivo e impetuoso, se hizo famoso debido a su conducción agresiva, que a menudo lo llevó a caídas o a terminar las carreras prematuramente debido fallos del motor.

## Biografía
Conocido como "Il Leone dell'Oltrepò", inició su carrera en 1934, corriendo con Gilera y CF, antes de alistarse en la Milizia della Strada, continuando distinguiéndose tanto en carreras de velocidad como de regularidad, obteniendo en 1939 cuatro victorias. Durante la Segunda Guerra Mundial, fue mensajero en los frentes griego y albanés. Después de la guerra reanudó las carreras, siendo notado en el circuito de Verona en 1946 por Giuseppe Gilera, quien impresionado por su rendimiento le ofreció un lugar como piloto oficial. Bandirola se postuló para la Casa de Arcore hasta 1950.
En el Campeonato del Mundo de Motociclismo, participó en el Gran Premio de las Naciones donde se retiró antes de acabar la carrera. En 1950, obtiene su primer podio con un tercer puesto en el Gran Premio de Suiza.
En 1951, fichó por MV Agusta con la que consigue los mejores resultados de su carrera. Entyre ellos, un segundo puesto en el Gran Premio de España y en 1955. En 1953, obtiene una victoria en la carrera de 350cc del Gran Premio de Alemania, carrera que fue anulada para la clasificación mundial debido a la peligrosidad del circuito. En 1958 se adjudicaría el título italiano en la categoría de 500 c.c. Terminará su carrera en 1960.
Falleció a los 65 años debido a una leucemia fulminante.

## Resultados en el Campeonato del Mundo
Sistema de puntuación en 1949:
| Posición | 1.º | 2.º | 3.º | 4.º | 5.º | Vuelta rápida |
| Puntos   | 10  | 8   | 7   | 6   | 5   | 1             |

Sistema de puntuación desde 1950 hasta 1968:
| Posición | 1.º | 2.º | 3.º | 4.º | 5.º | 6.º |
| Puntos   | 8   | 6   | 4   | 3   | 2   | 1   |

### Carreras por año
(Carreras en Negrita indica pole position, Carreras en cursiva indica vuelta rápida)
| Año  | Clase | Equipo    | 1       | 2       | 3       | 4       | 5       | 6       | 7     | 8       | 9       | Pts. | Pos. |
| ---- | ----- | --------- | ------- | ------- | ------- | ------- | ------- | ------- | ----- | ------- | ------- | ---- | ---- |
| 1949 | 500cc | Gilera    | IOM -   | SUI Ret | NED -   | BEL -   | ULS Ret | NAT Ret |       |         |         | 0    | -    |
| 1950 | 500cc | Gilera    | IOM -   | BEL 4   | NED 4   | SUI 3   | ULS Ret | NAT 5   |       |         |         | 12   | 5.º  |
| 1951 | 125cc | MV Agusta | ESP Ret |         | IOM -   |         | NED -   |         |       | NAT -   |         | 0    | -    |
| 1951 | 500cc | Gilera    | ESP 5   | SUI 4   | IOM -   | BEL Ret | NED Ret | FRA -   | ULS - | NAT 9   |         | 3    | 12.º |
| 1952 | 500cc | MV Agusta | SUI 3   | IOM -   | NED Ret | BEL Ret | GER Ret | ULS -   | NAT 4 | ESP Ret |         | 7    | 11.º |
| 1953 | 500cc | MV Agusta | IOM Ret | NED -   | BEL -   |         | FRA -   | ULS -   | SUI - | NAT Ret | ESP 2   | 6    | 11.º |
| 1954 | 500cc | MV Agusta | FRA -   | IOM -   | ULS -   | BEL -   | NED 3   | GER Ret | SUI - | NAT 3   | ESP Ret | 8    | 8.º  |
| 1955 | 350cc | MV Agusta |         | FRA -   | IOM -   | GER 8   | BEL Ret | NED -   | ULS - | NAT -   |         | 0    | -    |
| 1955 | 500cc | MV Agusta | ESP 2   | FRA 11  | IOM -   | GER 3   | BEL Ret | NED -   | ULS - | NAT Ret |         | 10   | 5.º  |
| 1956 | 500cc | MV Agusta | IOM -   | NED -   | BEL -   | GER -   | ULS -   | NAT 8   |       |         |         | 0    | -    |
| 1957 | 500cc | MV Agusta | GER -   | IOM -   | NED -   | BEL -   | ULS -   | NAT 7   |       |         |         | 0    | -    |
| 1958 | 500cc | MV Agusta | IOM -   | NED -   | BEL -   | GER -   | SWE -   | ULS -   | NAT 5 |         |         | 2    | 16.º |